# Kris Bubic
Kristofer Bubic, detto Kris (Cupertino, 19 agosto 1997), è un giocatore di baseball statunitense, che gioca nel ruolo di lanciatore per i Kansas City Royals della Major League Baseball (MLB).